# Мартин Балтимор
Мартин Балтимор или Мартин 187, Мартин А-30 (енгл. Martin Baltimore, Martin 187, Martin A-30) је био амерички бомбардер из периода Другог свјетског рата. Производила га је фабрика Мартин од 1941. до 1944.

## Развој
Мартин је у мају 1940. добио наруџбу за 400 побољшаних Мартин Мериленд бомбардера са повишеним трупом који је требало да омогући пријелаз чланова посаде између борбених позиција. Пошто је додат нов мотор а низ детаљних измјена ново име Балтимор је усвојено. А-30 је била америчка ознака, али су сви авиони испоручени Краљевском ратном ваздухопловству и другим РВ.
Први лет прототипа је изведен 14. јуна 1941. године, а авион је потом ушао у серијску производњу.
Произведено је укупно 1575 авиона.

## У борби
Уз РАФ корисници су били јужноафричко ратно ваздухопловство, британска Краљевска ратна морнарица и италијанско савезничко ваздухопловство (послије 1943). Авиони су кориштени нарочито у Сјеверној Африци, Сицилији и Италији за бомбардовање и блиску подршку земаљских трупа.
Године 1944. и 1945. савезнички италијански пилоти су летјели на Мартин Балтимор авионима у борбене акције до Југославије, Албаније и Грчке у саставу групе Stormo Baltimore.

## Карактеристике
Врста авиона: лаки бомбардер
- Први лет прототипа: 1941.

Димензије
- Аеропрофил крила:

Масе
Погонска група
- Мотори: два, Рајт Р-2600 (Wright R-2600/ GR-2600-A5B), 1,268 kW, 1,700 КС
- Однос снага/тежина: 220

## Летне особине
- Највећа брзина: 500—546 km/h, зависно од верзије
- Радијус дејства: 1700
- Највећи долет:
- Оперативни врхунац лета: 7315
- Брзина пењања: 457

## Наоружање
- Стрељачко: 4 крилна митраљеза 0.303 in (7.7 mm) Браунинг, разне комбинације митраљеза 7.7 mm и 12.7 mm за одбрану
- Бомбе: до 907